# Розлуч (заказник)
Ро́злуч — ландшафтний заказник місцевого значення в Україні, у Самбірському районі Львівської області, поблизу північної околиці села Розлуч. 
Площа 152 га. Статус присвоєно рішенням Львівської облради від 9 жовтня 1984 року № 495 та від 8 грудня 1999 року (зменшення площі). Перебуває у віданні Турківського ДЛГ (Розлуцьке лісництво, кв. 12, 13). 
Заказник знаходиться в фізико-географічному районі Верхньодністровські Бескиди. Статус надано для збереження цінних для Українських Карпат лісостанів ялиці білої природного походження. Територія заказника охоплює мальовничі ландшафти з лісовим масивом, в якому переважають такі породи: ялиця, смерека, бук, клен-явір. У підліску росте верба, ліщина звичайна, бузина червона. У трав'яному покриві: плющ, зеленчук жовтий, барбарис звичайний, герань робертова, осока пальчата, зелений мох, шавлія клейка, малина, ожина, суниця тощо. 